# Première circonscription de Dendi
La première circonscription de Dendi est une des 177 circonscriptions législatives de l'État fédéré Oromia, elle se situe dans la Zone Ouest Shoa. Sa représentante actuelle est Senqenesh Enjegu Enki.